# Only Human (album Cheryl)
Only Human è il quarto album discografico in studio della cantante inglese Cheryl (precedentemente nota come Cheryl Cole), pubblicato nel novembre 2014.

## Antefatti e descrizione
Il disco, pubblicato dalla Polydor Records, è uscito dopo un periodo in cui l'artista ha partecipato a un tour di reunion con le Girls Aloud e ha deciso di adottare il  mononimo Cheryl.
Il progetto discografico vede la partecipazione di numerosi produttori e autori, tra cui Greg Kurstin e Lucas Secon, Nicola Roberts, Katelyn Tarver, Bonnie McKee e Tinie Tempah.

## Promozione
Il primo singolo pubblicato è stato Crazy Stupid Love il 18 luglio 2014, a cui ha collaborato il rapper britannico Tinie Tempah. La canzone ha avuto un grande successo, così come il secondo singolo I Don't Care, uscito nel novembre seguente.
Il 3 febbraio 2015 è uscito il terzo singolo Only Human.

## Tracce
1. Intro – 1:51 (Rick Parkhouse, George Tizzard)
2. Live Life Now – 2:54 (Cheryl, Max Marshall, Henrik Barman Michelsen, Edvard Førre Erfjord, Tom Havelock)
3. It's About Time – 3:49 (Nicola Roberts, The Invisible Men, James Draper)
4. Crazy Stupid Love (featuring Tinie Tempah) – 3:45 (Wayne Wilkins, Heidi Rojas, Katelyn Tarver, Cheryl, Patrick Okogwu)
5. Waiting for Lightning – 3:56 (Francisca Hall, Matt Morris, Jesse Shatkin)
6. I Don't Care – 4:00 (Jocke Åhlund, Bonnie McKee, John Newman, Cole)
7. Only Human – 3:34 (Matt Schwartz, Jo Perry, Cass Lowe)
8. Stars – 2:57 (Cheryl, G. Tizzard, Parkhouse, Nicole Dash Jones, Daniel Spencer)
9. Throwback – 3:04 (Cheryl, G. Tizzard, Parkhouse, Camille Purcell, Roberts)
10. All in One Night – 3:09 (Cheryl, Michelsen, Efjord, Havelock)
11. Goodbye Means Hello – 3:46 (Lucas Secon, Roberts, Clifford Smith, Haldane Browne, Fridolin Nordsoe, Frederick Nordsoe, Jon Schumann, Bo Rande, Christian Leth)
12. Coming Up for Air (featuring Joel Compass) – 4:21 (Cheryl, Scott Hoffman, Cass Lowe)
13. Fight On – 3:33 (G. Tizzard, Parkhouse, Katy Tizzard)
14. Yellow Love – 3:51 (David Dawood, Roberts)
15. Beats N Bass – 2:59 (Cheryl,G. Tizzard, Parkhouse, K. Tizzard)

## Classifiche
| Classifica (2014)  | Posizione massima |
| ------------------ | ----------------- |
| Ultratop (Valloni) | 198               |
| Irlanda            | 9                 |
| Regno Unito        | 7                 |